# Eerste Kamerverkiezingen 1868
De Eerste Kamerverkiezingen 1868 waren reguliere Nederlandse verkiezingen voor de Eerste Kamer der Staten-Generaal. Zij vonden plaats op 14 juli 1868.
De verkiezingen werden gehouden voor een derde deel van de zittende leden van de Eerste Kamer van wie de zittingstermijn afliep. Bij deze verkiezingen kozen de leden van Provinciale Staten - die bij de Statenverkiezingen in mei 1868 gekozen waren - in tien kiesgroepen naar provincie dertien nieuwe leden.
De uitslag van de verkiezingen was als volgt:
| Groepering          | Zetels | Zetels | Zetels | Zetels | Zetels | Zetelverdeling naar provincie | Zetelverdeling naar provincie | Zetelverdeling naar provincie | Zetelverdeling naar provincie | Zetelverdeling naar provincie | Zetelverdeling naar provincie | Zetelverdeling naar provincie | Zetelverdeling naar provincie | Zetelverdeling naar provincie | Zetelverdeling naar provincie | Zetelverdeling naar provincie |
| Groepering          | 1865   | Af     | Bij    | 1868   | +/−    | Gr                            | F                             | D                             | O                             | Ge                            | U                             | NH                            | ZH                            | Z                             | NB                            | L                             |
| ------------------- | ------ | ------ | ------ | ------ | ------ | ----------------------------- | ----------------------------- | ----------------------------- | ----------------------------- | ----------------------------- | ----------------------------- | ----------------------------- | ----------------------------- | ----------------------------- | ----------------------------- | ----------------------------- |
| liberalen           | 14/16  | 5      | 5      | 16     | 0      | 2                             | 3                             |                               | 2                             | 1                             |                               | 1                             | 5                             |                               | 2                             |                               |
| gematigde liberalen | 13     | 4      | 4      | 13     | 0      |                               |                               |                               | 1                             | 1                             |                               | 3                             | 1                             | 1                             | 3                             | 3                             |
| conservatieven      | 12/10  | 4      | 4      | 10     | 0      |                               |                               | 1                             |                               | 3                             | 2                             | 2                             | 1                             | 1                             |                               |                               |
| totaal              | 39     | 13     | 13     | 39     | 0      | 2                             | 3                             | 1                             | 3                             | 5                             | 2                             | 6                             | 7                             | 2                             | 5                             | 3                             |

## Gekozenen
Bij deze verkiezingen waren dertien leden aftredend, van wie twaalf herkozen werden. De stemming voor de overige vacature had het volgende resultaat: 
- Door Provinciale Staten van Zuid-Holland werd Eugène van Bylandt (liberalen) gekozen in de vacature ontstaan door het periodiek aftreden van Anthony van Weel die had aangegeven niet herkiesbaar te zijn.

De zittingsperiode van de Eerste Kamer ging in op 21 september 1868. De zittingstermijn van de gekozen Kamerleden bedroeg negen jaar.
*1850 · 1853 · 1856 · 1859 · 1862 · 1865 · 1868 · 1871 · 1874 · 1877 · 1880 · 1883 · *1884 · 1887 (I) · *1887 (II) · *1888 · 1890 · 1893 · 1896 · 1899 · 1902 · *1904 · 1907 · 1910 · 1913 · 1916 · *1917 · 1919 · *1922 · *1923 · 1926 · 1929 · 1932 · 1935 · *1937 · *1946 · *1948 · 1951 · *1952 · 1955 · *1956 (I) · *1956 (II) · 1960 · *1963 · 1966 · 1969 · *1971 · 1974 · 1977 · 1980 · *1981 · *1983 · *1986 · 1987 · 1991 · 1995 · 1999 · 2003 · 2007 · 2011 · 2015 · 2019 · 2023

* algemene verkiezingen in verband met vervroegde ontbinding van de Eerste Kamer

vanaf 1987 bedraagt de vaste zittingstermijn van de Eerste Kamer vier jaar